# هلنا نوروویچ
هلنا نوروویچ (لهستانی: Helena Norowicz؛ زادهٔ ۱۴ نوامبر ۱۹۳۴) بازیگر اهل لهستان است.
از فیلم‌ها یا مجموعه‌های تلویزیونی که وی در آن‌ها نقش داشته‌است، می‌توان به قماری بالاتر از زندگی، ده فرمان ۴، خانه کشیش، بدن مسیح، معصومان، رنگ‌های خوشبختی، در خوشی و سختی و لغزش اشاره نمود.